# 이성득 (조선 왕족)
왕손 이성득(李成得, 1775년 ~ 1817년 11월 27일)은 조선 후기의 왕족이자 국사범으로, 사도세자의 서손자이자, 은언군 인의 서자였다. 상계군 이담, 풍계군 이당, 전계대원군 이광(이해동) 등과 이복 형제간이며, 영조의 서증손자(庶曾孫子)로 영조의 생전에 태어났다. 철종의 이복 숙부, 정조의 이복 조카였다. 본관은 전주이고, 자(字)와 호는 미상이다. 그의 존재는 잊혀졌다가 1970년대 이후 대한민국 정부에서 역사서를 한글로 번역하는 과정에서 존재가 알려졌다.
생전 그는 왕족이 아닌 평민 신분이었고 작위를 받지 못했다. 그는 한쪽 발과 한쪽 팔이 마비되었지만 배소에서 진료받지 못하였다. 1801년(순조 1) 아버지 은언군이 사사된 뒤 천극죄인의 신분이 되어 강화도에 감금생활을 했으며, 1817년 형문을 받다가 사망하였다. 1812년 8월 사옹원봉사 박종일(朴鍾一)과 한광우(韓光友), 이진채(李振采) 등이 은언군의 자녀 중 한명을 추대하려던 역모사건이 발생하여 죽을 고비를 넘겼고, 1817년(순조 17) 11월 27일 알 수 없는 이유로 강화부 관아에 투옥되어 고문을 받던 중 사망한다. 철종 즉위 이후, 철종과 고종 때 은언군 관련 기록을 세초, 각자, 먹칠 등 인멸하여 그가 1817년에는 어떤 이유로 체포되었는가는 확인되지 않았다. 순조실록의 기록 1개를 인멸하지 못해 그의 이름이 후대에 전하게 되었다. 그는 어떤 이유로 왼쪽 팔, 왼쪽 다리가 마비되어 걸음걸이가 불편하게 생활하였다.
그의 죽음 이후 순조는 은언군의 아들들을 석방시켜주었다. 비변사등록의 기록에 의하면 그는 미혼으로, 자녀도 없었고 후사도 입양되지 않았으며, 1849년 은언군 가족과 상계군 가족이 복권될 때 증직이나 작위로 추서되지 못했다. 철종 즉위 이후에도 증직이나 작위로 추서되지 못하고 잊혀졌다. 시호에 대한 기록은 없다.

## 생애

### 생애 초반
1775년(영조 51) 태어났으며 사도세자의 서손자이자 그의 서자였던 은언군의 서자였으나, 생모가 누구인지는 전하지 않으며 출생월일은 미상이다. 이름이 전하지 않는 그의 생모는 1821년 12월 16일에 강화도에서 숙병으로 사망했으며 승정원일기에 기사가 나타났다. 위로는 이복 형 상계군 이담과 어려서 요절한 이복 형 이창순, 이창덕이 있었고, 한각신에게 시집간 이복 누이 1명, 아래로는 동생 이철득, 이복 동생 이당과 요절한 이복 동생 1명, 훗날 철종 즉위 후 작호를 추상받은 이광 등이 태어났다. 그가 태어날 때는 증조부 영조의 생존기간이었다. 한때 풍계군 이당과 동일인물로 여겨졌던 이철득은 그의 친 동생인지, 이복 동생인지 여부는 다소 불분명하다.
그의 유년시절과 행적에 대한 기록은 전하지 않는다. 이복 조카 철종이 순조의 양자 자격으로 왕으로 즉위하면서, 순원왕후의 명으로 은언군 관련, 상계군 관련된 실록과 일성록 등을 대량으로 세초하여, 그 과정에서 그에 대한 기록도 사라져, 실전되었다. 그는 조선 영조의 생전에 태어났는데, 종친부의 법전에 의해 세자의 중손과 서손에게 봉작되는 군작위와 도정의 작위가 내려졌어야 했으나, 봉작이 내려졌다는 기록은 없다.
그의 이복 백형(伯兄) 상계군 이담(常溪君 李湛)은 1786년에 홍국영 등에 의해 추대를 받았다는 이유로 음독사했고, 적모 상산군부인 송씨와 적형수 군부인 신씨(申氏, 상계군 담의 처)는 천주교를 신봉했다가 1801년(순조 1)에 당국에 적발되어 사사되면서, 아버지 은언군도 사사되었다. 그는 아버지와 적형, 적모, 적형수의 죄로 연좌되어 강화도에서 생활하였다.
그의 용모에 대해서는 키가 4척(약 1.33m)였고, 얼굴은 검은 피부였으며, 왼쪽 팔과 왼쪽 다리가 마비되어, 걸음거리가 불편했다 한다. 비변사등록 순조 12년 2월 기사에 1812년 당시 나이는 37세, 키가 4척(尺)쯤이고 얼굴은 철색(鐵色)이며 구레나룻이 다소 길며 왼쪽 팔과 왼쪽 다리가 마비되어 걸음걸이가 불편하였다(則罪人成得, 年三十七, 長可四尺許, 面鐵髯勒頗長, 左臂左脚不仁, 行步不便) 한다. 그가 왼쪽 팔, 왼쪽 다리가 마비된 원인은 기록이 남아있지 않아 알 수 없다.

### 유배 생활
그는 은언군 인의 아들이었으나 왕족으로 예우받지 못했고 상게군 사건과 송마리아 신마리아 사건 이후 천극죄인 신분이 되었다. 그에 관련된 기록은 대부분 철종, 고종 때 삭제되어서 정확한 삶은 알 수 없다.
그는 알 수 없는 원인으로 한쪽 발과 한쪽 팔이 마비되었지만 진료받지 못했고, 발과 팔이 마비된 채로 강화도 배소에서 생활하였다. 1801년(순조 1) 3월 상산군부인 송씨 송마리아와 평산군부인 신마리아가 사형당하자 그해 5월 27일 아버지 은언군은 이성득, 이당, 이광 등은 두고 이철득만을 데리고 탈옥하려다가 체포되고 6월 30일 사사되었다.
이복형 상계군 추대사건, 1801년의 적모 송씨와 적형수 신씨의 천주교 입교 사건, 아버지 은언군 등에 연루된데다가, 그는 은언군의 서자라서 군의 작위도 받지 못했고, 왕족으로서의 대우도 받지 못했다. 아버지 은언군 사사 후에는 천극죄를 받고, 강화도 내 그의 거주지에 가시울타리가 쳐지게 되었다. 그는 다른 형제들 철득, 이당, 쾌득(해동) 등과 같이 유배지에서 지속적으로 감시를 받았다. 1803년(순조 3) 2월 18일 형조에서 순조에게 계를 올릴 때, 그는 평안도 창성으로 유배지를 옮기라는 명을 받았다. 그런데 언제 다시 강화도로 이배되었는지, 이배가 취소되었는지 여부는 불확실하다.
1805년(순조 5) 8월 27일 강화도에 이성득, 이철득, 이쾌득이 감금당한 집에 불이 나 강화부유수 오재소(吳載紹)가 조정에 장계를 올려 보고하였다. 1812년(순조 12) 2월 24일 강원도관찰사 이호민(李好敏)의 비밀 계획에 의해 강화도로 파견된 금부도사의 보고서에 의하면 당시 그는 구레나룻이 다소 길며 왼쪽 팔과 왼쪽 다리가 마비되어 걸음걸이가 불편하였다 한다. 그러나 그는 천극죄인 신분이었고 의원의 진료를 받지 못했다.
1812년 8월 사옹원봉사 박종일(朴鍾一)과 한광우(韓光友), 이진채(李振采) 등의 모역사건이 적발되자, 은언군의 아들들 중 한명을 추대하려 했다 하여 양사로부터 탄핵을 받았지만 순조가 사건을 무마시켜 이당, 이철득, 이광 등 다른 이복형제들과 함께 사형 위기를 모면하였다.
1815년 5월 26일 박종형(朴宗珩)의 죄인 석방을 건의할 때에는, 그는 몰래 도살을 하여 판매한 잠저발매죄인(潛屠發賣罪人) 17명의 한 사람으로 지목되었다. 어떤 이유로 도살을 햏거나 어떤 이유로 관여되었는가 여부는 알 수 없다. 박종형은 해당 죄인들을 방송(放送)할 것을 건의하고 순조의 허락을 받았지만, 이때 그는 풀려나지 못했다. 1817년(순조 17) 3월 홍경래와 기맥이 닿던 채수영이 은언군 인의 아들 중 한 명(이철득)을 추대하기로 하고 채수영의 난을 일으켰다. 그는 이때에도 죽을 고비를 넘겼다.

### 고문과 최후
1812년 무렵 그는 왼쪽 팔, 왼쪽 다리가 마비되어 걸음걸이가 불편했다. 비변사의 보고에 의하면 그는 '구레나룻이 다소 길며 왼쪽 팔과 왼쪽 다리가 마비되어 걸음걸이가 불편하였다' 한다.
그러나 1817년 그는 알 수 없는 이유로 체포되어 강화부청 관아에 끌려가 형문을 받았다. 철종 즉위 이후 철종대와 고종대에 은언군 관련, 상계군 관련된 승정원일기, 일성록, 비변사등록 등의 기사를 상당수 인멸, 세초시켜서 그가 체포된 이유를 기록한 것은 모두 사라졌다.
1817년(순조 17) 11월 27일 강화도에서 형문을 받던 도중 사망하였다. 그가 죽자 조정에 보고되었고, 의금부는 금부도사를 강화도로 보내 부검하자고 청하였지만 순조가 그만두라고 하여 무마되었다. 가까운 왕족이 사망했을 때 하사되는 예장 등에 대한 기록은 나타나지 않고 있다. 그의 죽음을 계기로 1817년(순조 17) 11월 30일 순조는 특별 명령을 내려 이철득과 이쾌득을 임시로 풀어주었고, 1820년과 1822년의 일시 가석방 끝에 1830년에는 이당, 이쾌득 등 은언군의 생존한 아들들을 모두 석방시켜주었다. 그의 나이 당시 향년 43세였다.

### 사후
그의 존재는 조선왕조에서는 알려지지 않다가 20세기 대한민국에서 사서를 번역하는 과정에서 알려졌다. 장례와ㅍ장지, 묘소의 위치는 미상이고, 시호와 작호도 추서되지 못하였다. 또한 사후 양자(養子)나 봉사손(奉祀孫)도 지명되지 않았다. 1821년(순조 21)ㅍ12월에 사망한 그의 생모 역시 의금부를 대신해서 강화부에서 검험한 뒤, 비밀리에 시신을 처리하였으나 역시 매장 장소는 미상이다.
1849년 철종 즉위 후 은언군 가족 및 관련자들, 상계군 내외 등이 복작되거나 복권되고, 전산군부인 이씨, 이원경, 이욱 등 작위 미수여자에게 작위가 추서되었지만 그는 증직과 증작을 받지 못하고 잊혀졌다. 철종 즉위 직후, 그리고 철종때와 고종 때 은언군 이인 관련 자료들, 상계군 이담이 홍국영에 의해 정조의 양자로 추대되었다가 역적으로 몰린 것에 대한 관련 자료 등을 모두 삭제하고, 천주교에 대한 상산군부인 송마리아와 평산군부인 신마리아 등에 대한 조선왕조실록, 승정원일기, 일성록 기사 및 관련 기록, 체포, 국문 등에 대한 기록들을 대량으로 세초, 먹줄, 파기할 때 그에 관련된 기사들도 대부분 인멸, 세초되었다.
그러나 조선왕조실록 중 순조 17년의 기사 1개를 인멸하지 못했고, 승정원일기, 일성록, 비변사등록 등에 남은 일부 자료를 통해 그의 존재가 후대에 알려지게 되었다.
1899년(광무 2) 그의 친조부 사도세자가 장종과 장조로 두 번 추존됐을 때에도 왕손, 황제의 손자인데 작호, 시호를 받지 못했다.
그의 존재는 잊혀졌다. 그의 생모와 형제 철득 등은 선원보에서 누락되었고, 천첩인지 양첩인지 여부를 알 수 없다. 이들 은언군의 일부 서출들은 1970년대 이후 대한민국 정부 주도로 조선왕조실록과 승정원일기 및 각종 조선시대 문헌을 한글로 번역하는 과정에서 그 존재가 알려지게 되었다.

## 논란

### 은언군의 다른 자녀들과의 혼선
은언군의 서자들 중 같은 돌림자를 쓰는 이철득(李鐵得), 이쾌득(李快得) 등은 그의 형제간이며, 한때 철득, 쾌득이 상계군의 이름으로 추정되었으나 1801년(순조 1) 은언군과 함께 강화도를 탈출하려다가 발각된 일이 있어, 다른 인물로 확인되었다. 또한 그의 동생 철득, 쾌득이 전계대원군 이광과 동일인물로 추정되었지만 그들의 생모는 1821년에 사망했고, 전계대원군의 생모인 전산군부인 이씨는 1819년 6월 4일에 사망했으므로 다른 인물임이 확인되었다. 단 승정원일기의 쾌득의 생모사망 기사와 전산군부인의 사망 날짜와 동일하다.
한때 그를 풍계군과 동일인물로 보는 견해도 있었지만 풍계군은 1826년(순조 26)에 사망했으므로 승정원일기나 순조실록에 나타난 1817년(순조 17) 이성득이 형문을 받던 중 물고된 기사와는 모순된다. 이성득의 존재는 1970년대 이후 조선왕조실록, 승정원일기, 연려실기술, 비변사등록 등을 국역하는 과정에서 존재가 알려지게 되었다.

### 고문치사 및 고문 이유 논란
순조실록과 승정원일기, 일성록에는 1817년(순조 17) 그가 형문을 받다가 물고되었다는 기사가 전한다 그러나 철종 고종 때 은언군 상계군에 관련된 기사를 상당수 세초, 각자, 인멸하여 그가 어떤 이유로 강화부 관아에 가서 형문을 받았는지 확인되지 않고 있다.
그가 1817년(순조 17) 3월에 발생한 사건으로, 채수영, 안유겸 등이 그의 동생 이철득을 추대하려 한 채수영의 난으로 인해, 이철득과 연좌되어 병이 있는 상태에서 고문을 받던 중 사망했는가 여부도 불분명하다.

## 가족 관계
- 조부 : 사도세자(1735년 2월 13일 ~ 1762년 7월 12일)
  - 이복 큰아버지 : 의소세손
  - 이복 큰아버지 : 정조(1752년 ~ 1800년)
    - 사촌 동생 : 순조(1790년 ~ 1834년)

  - 친 삼촌 : 은신군
  - 이복 삼촌 : 은전군
- 아버지 : 은언군(恩彦君, 1754년 5월 29일 ~ 1801년 6월 30일)
- 적모 : 상산군부인 송씨(常山郡夫人 宋氏[13], 1753년 - 1801년), 진천인(鎭川人) 송낙휴(宋樂休)의 딸.
  - 이복 형 : 상계군 담(常溪君 湛, 1769년 ~ 1786년 11월 20일)
  - 이복 형 : 이창순(李昌順, 생몰년 미상)
  - 이복 형 : 이창덕(李昌德, 생몰년 미상)
  - 이복 동생 : 풍계군 이당(豐溪君 李瑭, 1783년 2월 1일 - 1826년 5월 8일), 이복 숙부 은전군 이찬(恩全君 李禶, 1759년 - 1778년)의 양자로 출계.
  - 이복 여동생 : 이씨(? ~ 1872년), 참봉(參奉) 한각신(韓覺新)에게 출가.
  - 이복 매제 : 한각신(韓覺新, 1795년 2월 28일 ~ 1853년 8월 14일)
    - 이복 외조카 : 한응국
    - 이복 외조카 : 한응필
- 서모 : 전산군부인 이씨(全山郡夫人 李氏[14], 1764년 - 1819년 6월 4일), 은언군의 첩, 전주인(全州人) 이덕희(李德喜)의 딸.
  - 이복 동생 : 요절
  - 이복 동생 : 전계대원군 광(全溪大院君 㼅, 자는 창강(昌康), 본명은 해동(海東), 1785년 4월 29일(음력 3월 21일) ~ 1841년 12월 14일(음력 11월 2일))
    - 이복 조카 : 철종
- 생모 : 이름 미상(? - 1821년 12월 16일[2]), 은언군의 첩
  - 동생 또는 이복동생 : 이철득(李鐵得, 1780년 ~?, 1801년 5월, 초 아버지 은언군과 함께 강화도를 탈출, 도주하려다 실패했다.)

## 기타
영조의 증손자로 상계군 이담과 함께 영조 생전에 태어난 증손자는 상계군 이담과 그가 유일했다.

## 같이 보기
| - 강화도 - 교동도 - 은언군 - 전계대원군 - 상계군 - 풍계군 - 철종 - 정조 - 사도세자 - 강화군 - 한각신 | - 이철득 - 은신군 - 은전군 - 영평군 - 회평군 - 철종 - 순조 - 상산군부인 |

## 참고 자료
- 순조실록
- 승정원일기
- 일성록
- 비변사등록